# Agathia punctata
Agathia punctata là một loài bướm đêm trong họ Geometridae.